# Osowa-Kolonia
Osowa-Kolonia – wieś w Polsce, położona w województwie lubelskim, w powiecie lubelskim, w gminie Bychawa. Stanowi sołectwo gminy Bychawa.
| SIMC    | Nazwa          | Rodzaj    |
| ------- | -------------- | --------- |
| 1020944 | Majdan Osowski | część wsi |

W latach 1975–1998 wieś administracyjnie należała do ówczesnego województwa lubelskiego.
Wieś stanowi sołectwo gminy Bychawa. Według Narodowego Spisu Powszechnego z roku 2011 wieś liczyła 89 mieszkańców.
Wierni Kościoła rzymskokatolickiego należą do parafii Wszystkich Świętych w Bychawce.